# ブレイロン・ビショップ
ブレイロン・チャールズ・ビショップ（Braylon Charles Bishop, 2003年4月23日 - ）は、アメリカ合衆国アーカンソー州ミラー郡テクサーカナ出身のプロ野球選手（外野手）。左投左打。MLBのピッツバーグ・パイレーツ傘下所属。

## 経歴
2021年7月のMLBドラフト14巡目（全体403位）でピッツバーグ・パイレーツから指名され、27日に契約を結んだ（契約金は約26.9万ドル）。なお、契約しない場合はアーカンソー大学へ進学する予定であった。契約後、傘下のルーキー級フロリダ・コンプレックスリーグ・パイレーツでプロデビュー。8試合に出場して打率.192、2打点、3盗塁を記録した。

## プレースタイル
60ヤード走タイムで6.6秒を計測した俊足が売りであり、長打力も今後成長する可能性があると言われている。